# Mangabe (Tamatave II)
Mangabe è una città e comune del Madagascar situata nel distretto di Toamasina II, regione di Atsinanana. 
La popolazione del comune rilevata nel censimento 2001 era pari a 13 489 unità.